# Agrilus araxenus
Agrilus araxenus es una especie de insecto del género Agrilus, familia Buprestidae, orden Coleoptera.
Fue descrita científicamente por Iablokoff-Khnzorian, 1960.